# Radobytce
Radobytce (dříve Radobice) jsou malá vesnice, část města Mirotice v okrese Písek v Jihočeském kraji. Nachází se asi dva kilometry jižně od Mirotic. Je zde evidováno 47 adres. V roce 2011 zde trvale žilo 46 obyvatel.
Radobytce jsou také název katastrálního území o rozloze 3,95 km². V katastrálním území Radobytce leží i Obora u Radobytec.

## Historie
První písemná zmínka o vesnici pochází z roku 1352.

## Obyvatelstvo
| Rok            | 1869 | 1880 | 1890 | 1900 | 1910 | 1921 | 1930 | 1950 | 1961 | 1970 | 1980 | 1991 | 2001 | 2011 | 2021 |
| -------------- | ---- | ---- | ---- | ---- | ---- | ---- | ---- | ---- | ---- | ---- | ---- | ---- | ---- | ---- | ---- |
| Počet obyvatel | 251  | 233  | 246  | 248  | 247  | 234  | 222  | 160  | 128  | 113  | 79   | 53   | 32   | 46   | 58   |
| Počet domů     | 38   | 38   | 40   | 41   | 44   | 43   | 48   | 47   | 42   | 39   | 30   | 30   | 41   | 45   | 46   |

## Obecní správa
Při sčítání lidu v letech 1850–1960 Radobytce byly samostatnou obcí v okrese Písek. V letech 1961–1980 byly částí obce Cerhonice v okrese Písek. Od 1. ledna 1981 jsou částí města Mirotice v okrese Písek. Poté se Cerhonice opět osamostatnily, ale Radobytce již zůstaly součástí Mirotic. V letech 1850–1929 k obci patřily Bořice, Jarotice, Malčice, Podolí II a Vadkovice a v letech 1850–1960 také Obora u Radobytec.

## Pamětihodnosti
- Kostel svatého Ondřeje.
- Kaple zasvěcená Svaté Rodině se nachází pod kostelem.[11]
- Ve vesnici roste památný strom – jírovec maďal.

## Galerie

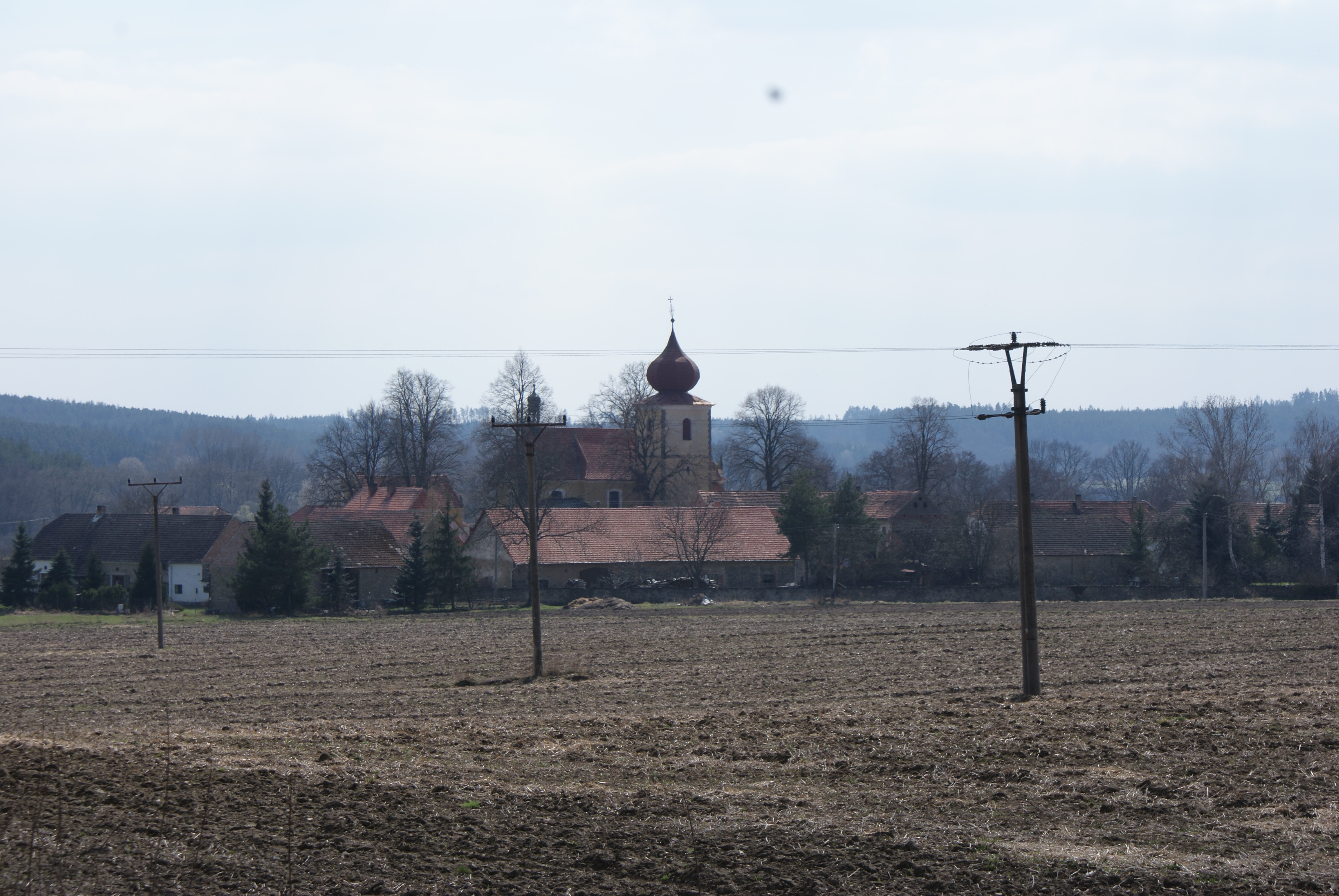
Pohled na vesnici
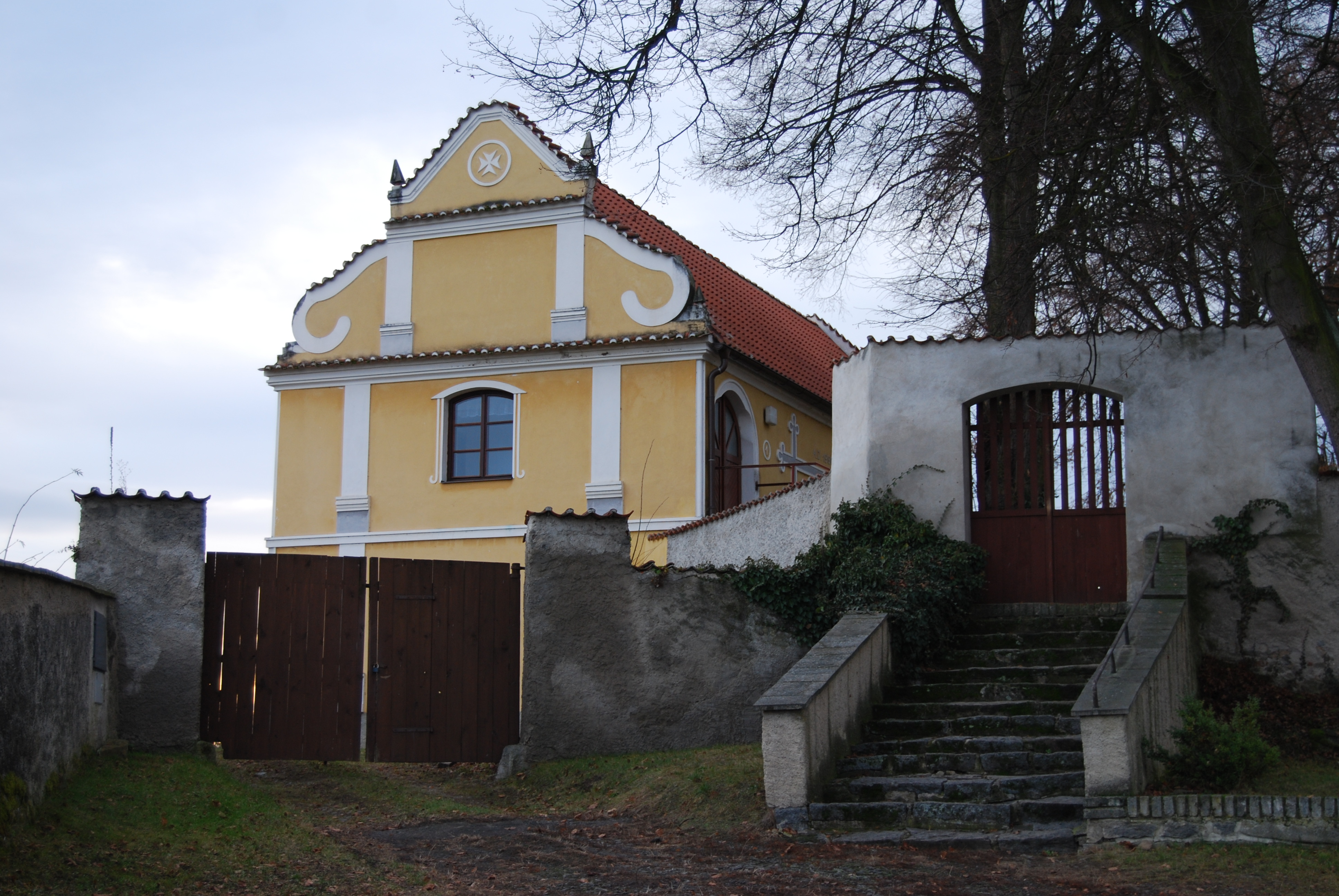
Fara a hřbitov
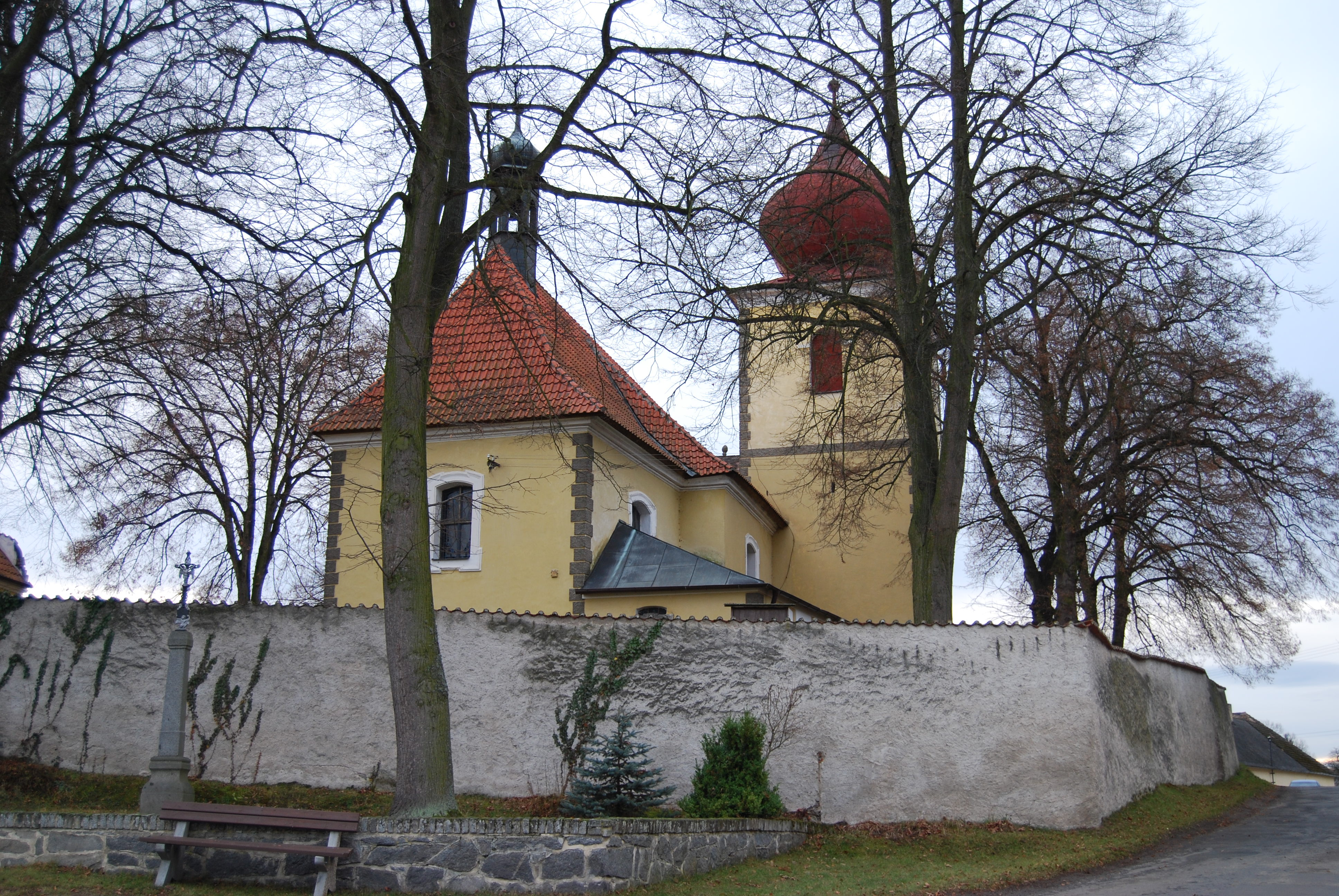
Kostel svatého Ondřeje
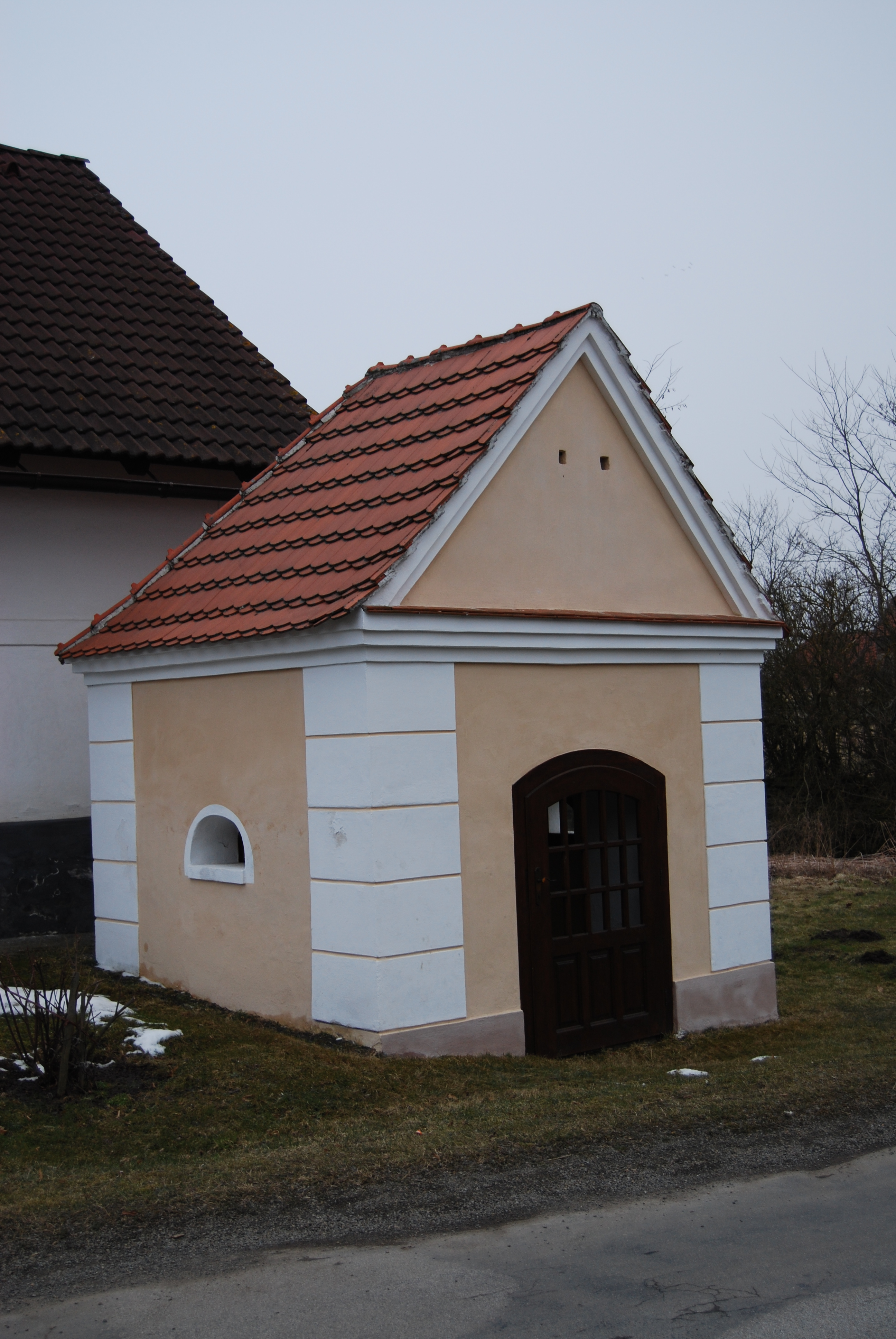
Kaple pod kostelem